# Wahl des Vorsitzenden der japanischen Liberaldemokratischen Partei 2021

Das Logo der LDP

Die Wahl des Vorsitzenden der japanischen Liberaldemokratischen Partei 2021 (jap. 2021年自由民主党総裁選挙, 2021 nen jiyūminshutō sōsai senkyo) fand am 29. September 2021 statt. Mit ihr wurde der Nachfolger von Yoshihide Suga als Vorsitzender der Liberaldemokratischen Partei Japans gewählt. Suga, der seit September 2020 als Parteivorsitzender und japanischer Premierminister amtierte, hatte am 3. September 2021 seinen Rücktritt angekündigt.

## Ablauf
Bei der turnusmäßigen Wahl 2021 kommt das reguläre Verfahren zur Anwendung: Im ersten Wahlgang haben die LDP-Abgeordneten aus den beiden Nationalparlamentskammern jeweils eine Stimme (2021 stimmberechtigt: 382), eine gleiche Anzahl von Delegierten wird von den Mitgliedern und tōyū/„Parteifreunden“ (=Mitglieder der Partei & von verbundenen Verbänden) in den 47 LDP-Präfekturverbänden bestimmt (landesweit wahlberechtigt: 1.104.336), die d’Hondt-Verhältniswahlzuteilung erfolgt nach dem landesweiten Ergebnis. Die „Bekanntmachung“ (告示 kokuji; analog zu staatlichen Wahlen: Meldeschluss für Kandidaten, offizieller Wahlkampfbeginn) erfolgte am 17. September. Letzter Annahmetag für die Stimmen der Parteimitglieder ist der 28. September, die Ergebnisse werden aber erst am Wahltag ausgezählt. Falls mangels absoluter Mehrheit für einen Kandidaten im ersten Wahlgang eine Stichwahl unter den beiden bestplatzierten nötig werden sollte, wäre dabei nur noch ein Delegierter pro Präfektur stimmberechtigt.
Formale Voraussetzung für eine Kandidatur ist unverändert die Unterstützung von 20 weiteren LDP-Nationalabgeordneten.

## Kandidaten
Bereits vor der Ankündigung Sugas verkündeten mit Kishida und Takaichi zwei Kandidaten öffentlich ihr Antreten um dessen Nachfolge. Bis zum offiziellen Beginn des Wahlkampfs kamen letztlich zwei weitere dazu. Die Kandidaten 2021 sind:

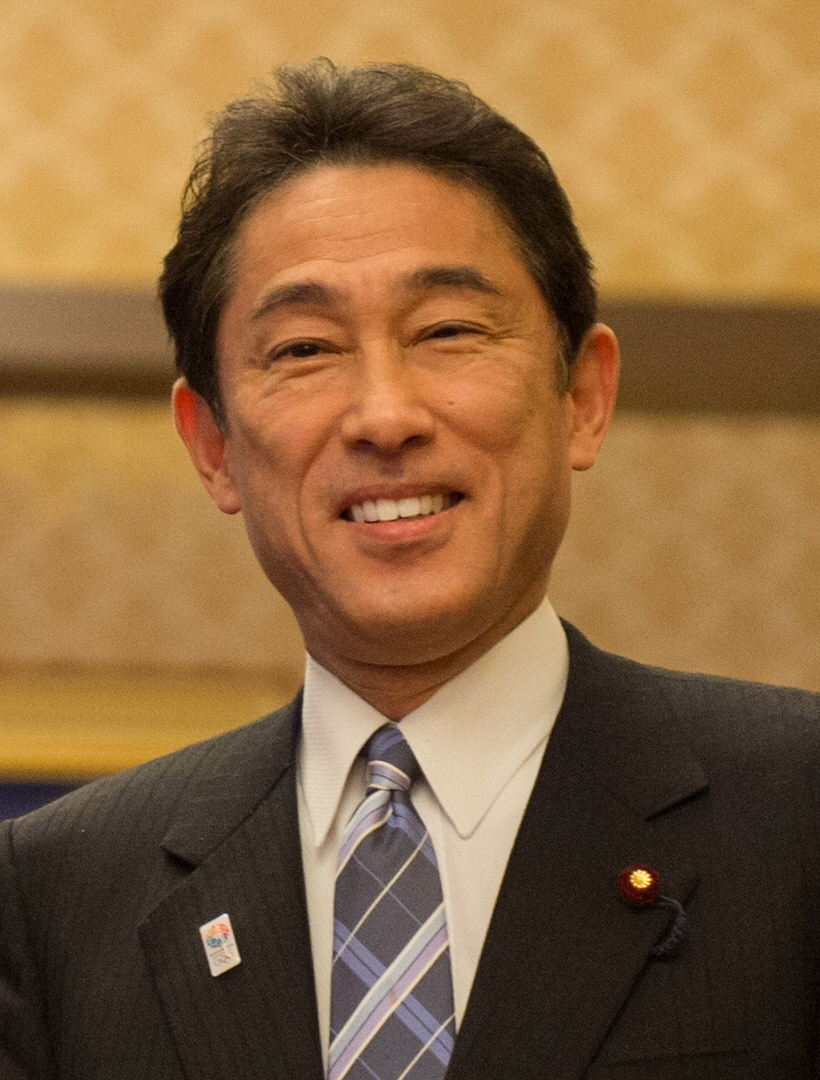
Fumio Kishida
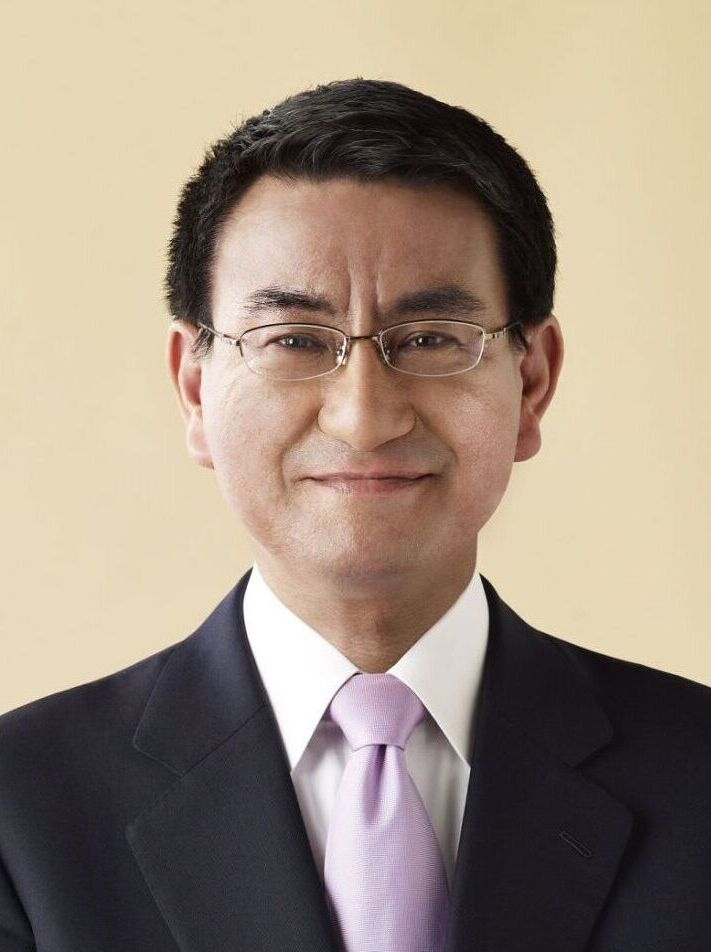
Tarō Kōno
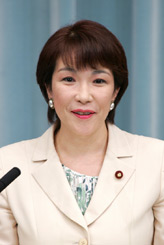
Sanae Takaichi
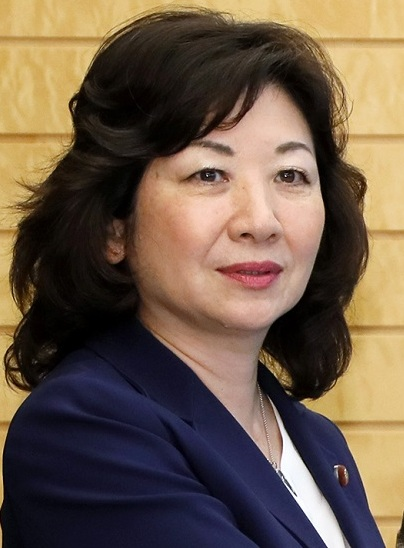
Seiko Noda

- Fumio Kishida (Kishida-Faktion): Shūgiin-Abgeordneter für Hiroshima 1 seit 1993, Außenminister 2012–2017[7]
- Tarō Kōno (Asō-Faktion): Shūgiin-Abgeordneter für Kanagawa 15 seit 1996, Minister für Okinawa und Nordgebiete seit 2020, Verteidigungsminister 2019–2020, Außenminister 2017–2019[8]
- Sanae Takaichi (ohne Faktion, früher Hosoda-Faktion): Shūgiin-Abgeordnete für Nara 2 seit 2005, Ministerin für Allgemeine Angelegenheiten 2019–2020 und 2014–2017[9]
- Seiko Noda (ohne Faktion; Abg. Gifu 1), unter anderem ehemalige Post- und Innenministerin[10]

### Unterstützung durch Faktionen
Entscheidend für die Erfolgschancen eines Kandidaten ist bei LDP-Vorsitzendenwahlen traditionell die Unterstützung der Faktionen. (siehe auch den Abschnitt „Faktionalismus“ im Artikel „Liberaldemokratische Partei (Japan)“) Mit dem heutigen Wahlverfahren, bei dem die Basis zumindest im ersten Wahlgang genauso viel Einfluss auf die Wahl des Vorsitzenden hat wie die Abgeordneten, und einer Generationsspaltung, die vor allem von 2012 oder später gewählten jüngeren Abgeordneten gespeist wird und sich 2021 quer durch die Faktionen zieht, sind die Faktionen bei dieser Wahl offenbar nicht mehr in der Position, die vorentscheidende Rolle zu spielen wie früher meist und bei den letzten Wahlen. Angesichts der Einigungsunfähigkeit haben sechs der sieben vollwertigen Faktionen der LDP ihren Mitgliedern ihre Wahlentscheidung praktisch freigestellt. Nur Kishidas eigene Faktion und die verwandte, nicht voll als eigenständige Faktion gezählte Takigaki-Gruppe (Yūrinkai; indirekte Fortsetzung der Tanigaki-Faktion) mit zusammen 63 Mitgliedern haben für den ersten Wahlgang eine eindeutige Vorgabe für Kishida ausgesprochen. Für eine mögliche Stichwahl haben sich einige Faktionen aber neue Beschlüsse über Abstimmungsvorgaben vorbehalten.

## Wahlkampf
Die sonst üblichen Wahlkampfreisen durch das Land waren 2021 wegen der Coronavirus-Pandemie zugunsten von Online-Formaten ausgesetzt. Am 18. September fand eine online übertragene Debatte der Kandidaten statt, am 20. September eine Diskussion mit Jugend- und Frauen-Abteilung der LDP, zwischen dem 23. und 26. September ein LDP-„Open Town Meeting“, bei dem die Kandidaten per Videokonferenz auf Wählerfragen antworten sollten.

## Umfragen & Prognosen
Nach Recherchen der Asahi Shimbun konnte Kishida bis zum 26. September über 110 Abgeordnete auf seine Seite bringen, neben seiner eigenen Faktion vor allem Mitglieder der Hosoda- und Asō-Faktionen. Kōno konnte danach mit mehr als 100 Abgeordnetenstimmen rechnen, Takaichi mit mehr als 80. Seiko Noda hatte Mühe, ihre Unterstützung weit über ihre 20 nominierenden Abgeordneten hinaus auszuweiten. Etwa 60 Abgeordnete waren danach noch unentschlossen. In Umfragen unter der Gesamtwählerschaft, unter LDP-Anhängern und LDP-Mitgliedern lag Kōno zum Teil deutlich vor Kishida und Takaichi; aber das Verfehlen der absoluten Gesamtdelegiertenmehrheit im ersten Wahlgang und damit eine Stichwahl galten als wahrscheinlich. Die Yomiuri Shimbun prognostizierte aufgrund ihrer Abgeordnetenbefragungen und Umfragen weniger als 300 Gesamtstimmen für Kōno (103 Abgeordnete + 177 Mitgliedervertreter), was selbst mit allen unentschlossenen Abgeordneten nicht zur absoluten Mehrheit ausreichen würde.

## Ergebnis

Erster Wahlgang

Stichwahl

Tarō Kōno gewann das Mitgliedervotum gegen Fumio Kishida vor Sanae Takaichi und Seiko Noda. Letztere beide gewannen nur ihre Heimatpräfekturen Nara und Gifu, Kishida lag in acht Präfekturen vorne (Aomori, Yamagata, Yamanashi, Shimane, Hiroshima, Yamaguchi, Kagawa, Kumamoto), in den 37 übrigen erhielt Kōno die meisten Mitgliederstimmen. Aber unter den Abgeordneten lag Kōno hinter Kishida und Takaichi nur an dritter Stelle. Damit zogen Kishida und Kōno in die Stichwahl ein:
| Kandidat        | Mitgliederstimmen | Anteil | Delegierte | Abgeordnete | Gesamtergebnis |
| --------------- | ----------------- | ------ | ---------- | ----------- | -------------- |
| Fumio Kishida   | 219.338           | 28,9 % | 110        | 146         | 256            |
| Tarō Kōno       | 335.046           | 44,1 % | 169        | 86          | 255            |
| Sanae Takaichi  | 147.764           | 19,4 % | 74         | 114         | 188            |
| Seiko Noda      | 57.927            | 7,6 %  | 29         | 34          | 63             |
| Gültige Stimmen | 760.075           | 100 %  | 382        | 380         | 762            |

Kishida gewann die Stichwahl deutlich:
| Kandidat        | Präfekturverbände | Abgeordnete | Gesamtergebnis |
| --------------- | ----------------- | ----------- | -------------- |
| Fumio Kishida   | 8                 | 249         | 257            |
| Tarō Kōno       | 39                | 131         | 170            |
| Gültige Stimmen | 47                | 380         | 427            |